# 주니치 드래곤즈 (2군)
주니치 드래곤즈(일본어: 中日ドラゴンズ, Chunichi Dragons)의 2군 팀은 일본의 프로 야구 구단이며, 주니치 드래곤즈 계열의 구단이다. 웨스턴 리그 (일본) 구단 중의 하나이며 홈구장은 히가시구에 있는 나고야 돔에서 조금 멀어져 있는 나고야 시 나카가와 구에 나고야 구장이다.
한편, 1991년 시즌 뒤 대만 원정을 떠났는데  2군으로 치자면 1990년 요미우리 이후 두 번째였다.
1. ↑  阿佐智 (2019년 2월 26일). “楽天イーグルス、台湾遠征。台湾に遠征した日本プロ野球チームを振り返る”. 야후 재팬 뉴스. 2024년 2월 16일에 확인함.